# Osprzęt instalacyjny elektrotechniczny
Osprzęt elektroinstalacyjny – zestaw (zbiór) elementów o różnej konstrukcji, zależnej od sposobu układania przewodów instalacji elektrycznej, przeznaczony do mocowania, łączenia i ochrony (osłony) tych przewodów.
W skład elektrotechnicznego osprzętu wchodzą między innymi:
- Listwy elektroinstalacyjne
- uchwyty mocujące (opaski kablowe)
- korytka kablowe (elektroinstalacyjne)
- drabinki kablowe
- kanały podłogowe
- puszki instalacyjne
- złączki instalacyjne
- zaciski i listwy zaciskowe
- kolumny elektroinstalacyjne
- kanały kablowe
- Rury elektroinstalacyjne
- Listwy przyłączeniowe
- Rury termokurczliwe
- Kanały elektroinstalacyjne
- Studnia kablowa